# Brandkatastrophe in der Bronx 2022
Bei einer Brandkatastrophe in der Bronx im neunzehngeschossigen Wohngebäude 333 East 181st Street im Stadtviertel Fordham im Nordwesten des New Yorker Stadtbezirks Bronx starben am 9. Januar 2022 17 Menschen, darunter 8 Kinder.
Bei dem Brand gab es mehr Opfer als bei der Brandkatastrophe in der Bronx 2017. Es war in den Vereinigten Staaten der Wohngebäudebrand mit der drittgrößten Anzahl an Todesopfern seit 1978. Es handelte sich um das Schadenfeuer in der Stadt New York mit den meisten Todesopfern seit 1990, die Terroranschläge am 11. September 2001 nicht mit eingeschlossen. Bei dem Brandanschlag auf die Räumlichkeiten des Geselligkeitsvereins Happy Land in der Bronx im Jahr 1990 waren 87 Menschen gestorben. Im Jahr 1911 hatte der Brand der Triangle Shirtwaist Factory 146 Opfer gefordert.

## Hergang
Das Feuer brach kurz vor 11 Uhr an einem winterlichen Sonntagvormittag in dem 1972 eingeweihten Wohnhochhaus „Twin Parks North West Site 4“ mit seinen 120 Wohnungen und 300 Bewohnern aus. Die Wohneinheiten bestanden aus Ein- bis Vierzimmerwohnungen und waren zum Teil als Maisonettes ausgeführt, die sich jeweils über zwei Geschosse erstreckten. Die ersten telefonischen Notrufe meldeten ein Feuer in der Wohnung mit der Kennzeichnung 3N im 2. und 3. Geschoss.
Beim Eintreffen der New Yorker Feuerwehr schlugen Flammen aus den rückwärtigen Fenstern der Brandwohnung und es war eine starke Verrauchung festzustellen. Bald griffen die Flammen aus dem unteren Schlafzimmer in den oberen Teil der Wohnung über und schlugen auch dort aus den rückwärtigen Fenstern.
Die ersteintreffende Engine Company 48 konnte im Innenangriff den Brand in zwei Wohneinheiten und dem angrenzenden Korridor des dritten Geschosses unter hohem persönlichem Einsatz entscheidend eindämmen.:62 Es wurde das außerordentliche Ausmaß der Verrauchung betont.:63 Der Gruppenführer der Ladder Company 56 konnte durch den Brandrauch hindurch nicht den Bildschirm seiner Wärmebildkamera erkennen.:64
Der Rauch hatte sich bereits vor Eintreffen der Feuerwehr und im weiteren Verlauf im ganzen Gebäude ausgebreitet. Brandrauchverletzte wurden auf mehreren Geschossen auch weit oberhalb des Brandetage, teils reanimationspflichtig mit Herz- und Kreislaufstillstand, aufgefunden. Von den siebzehn Verstorbenen befanden sich zwei auf dem Brandgeschoss und vierzehn auf den Geschossen Nummer 15, 18 und 19. Die große Anzahl betroffener, telefonisch oder an den Fenstern um Hilfe rufender oder sich eigenständig in Sicherheit bringender Bewohner überwältigte die Kapazitäten des Rettungsdienstes. Um 12.25 Uhr waren 7 der 25 alarmierten Engine Companies zur Unterstützung des Rettungsdienstes als Certified First Responder with Defibrillation (CFR-D) eingeteilt. Die Einsatzleitung erhöhte die Alarmstufe bis 11.21 Uhr auf „Vierter Alarm“ und gegen 11.40 Uhr auf „Fünfter Alarm“, so dass insgesamt mehr als 300 Feuerwehrleute im Einsatz waren. Um 13.25 Uhr konnte „Feuer unter Kontrolle“ gemeldet werden.
Es wurden nach unterschiedlichen Angaben 59 Verletzte oder 63 Verletzte in Krankenhäuser transportiert. Im Verlauf des Einsatzes wurden ALS-Einheiten des Rettungsdienstes angewiesen, die auf den Rettungswagen mitgeführten Antidote gegen akute, aus giftigem Brandrauch resultierende Cyanidvergiftung zu aufnehmenden Krankenhäusern zu bringen.

## Hintergründe
Am Tag des Geschehens wurde ein überhitztes elektrisches Heizgerät als Auslöser des Brandes genannt. Brandursachenermittlungen bestätigten, dass es eine Matratze bzw. Bettdecke in einem der Schlafzimmer im 2. Geschoss, der unteren Ebene der betroffenen Maisonette-Wohnung 3N, in Brand setzte.
Nach Auskunft des Fire Commissioners Daniel Nigro hatten die fliehenden Bewohner die Wohnungsabschlusstür offen gelassen und so die Ausbreitung von Rauch und Hitze in die Korridore begünstigt, was ähnlich wie bei der Brandkatastrophe in der Bronx 2017 zu der hohen Zahl von Opfern beitrug. Die Tür soll sich beim Öffnen so verkeilt haben, dass sie sich in der Situation nicht mehr schließen ließ.
Das einzige, zentral im Gebäudekern angeordnete Treppenhaus hat die als „Scissors Staircase“ bezeichnete Bauform, bei dem zwei Treppenläufe scherenartig nebeneinander und ineinander verschachtelt und durch eine gemeinsame zentrale Wandscheibe voneinander getrennt sind, so dass der Platzbedarf für das Treppenhaus möglichst gering gehalten wird. Nachteil ist, dass man von jedem Treppenlauf nur abwechselnd jedes zweite Geschoss erreichen kann. Sind, wie im vorliegenden Fall, die Brand- bzw. Rauchschutztüren nicht dazu in der Lage, das Eindringen von Rauch ins Treppenhaus zu verhindern, werden alle Fluchtwege gleichzeitig unbenutzbar. Im Brandgebäude ließen die Türen zudem Rauch aus dem Treppenhaus in die Korridore der Geschosse 15 und 19 entweichen.
Bereits am 2. März 1986 gab es einen Brand des Müllverdichters der Müllabwurfanlage, der ebenfalls zu starker Verrauchung im gesamten Gebäude geführt und einen Großeinsatz der Feuerwehr erfordert hatte.

## Gebäude
Das Wohnhochhaus „Twin Parks North West Site 4“ wurde von der Firma Reliant Realty Services verwaltet. Es gehörte seit 2020 dem Eigentümerkonsortium Bronx Park Phase III Preservation LLC, das aus den drei Gesellschaften Belveron Partners, der LIHC Investment Group und The Camber Property Group besteht.
Das Ensemble „Twin Parks“ besteht aus einer losen Ansammlung von Hochhäusern, die ab Ende der 1960er Jahre von der staatlichen New Yorker „Urban Development Corporation“ entwickelt und nach modernen Gesichtspunkten entworfen wurden. Das Ziel war, das von Stadtverfall, Konflikten und dem Wegzug weißer Bewohner geplagte Stadtviertel East Tremont und seine Umgebung zu stabilisieren und aufzuwerten. Dabei sollte nicht auf das Mittel der Flächensanierung zurückgegriffen werden, wie es in früheren Jahrzehnten beim sozialen Wohnungsbau in New York City angewandt worden war.
Manche der Gebäude wurden seit dem Bau privatisiert, so auch das Brandgebäude.

## Folgen
Nach dem Brand waren 140 Familien ohne Obdach und wurden auf monatlicher Basis auf wechselnde Unterkünfte und Wohnungen verteilt. Von den Mietparteien entschieden sich 79, nicht in ihre Wohnungen zurückzukehren. Bewohner der Geschosse 12 bis 19 durften nach zwei Tagen in ihre Wohnungen zurückkehren. Die Eigentümer renovierten das Gebäude, so dass die Schäden rund ein Jahr nach dem Brand beseitigt waren.
Die vormalige Folin Street wurde 2023 im Bereich des Gebäudes zur Erinnerung an die 17 Opfer und an den 2019 verstorbenen Abdoulie Touray, der mit seiner Familie ab den 1970er Jahren der erste gambische Bewohner des Gebäudes gewesen war, in 17 Abdoulie Touray Way umbenannt.
Im April 2022 fanden Anhörungen vor dem Kongress der Vereinigten Staaten statt.
Das Eigentümerkonsortium ist Beklagter in vier Zivilprozessen um eine Haftungs- und Schadenssumme von 3 Milliarden US-Dollar, die als Sammelklagen geführt werden. 65 Einzelklagen wurden im Jahr 2023 zu einem Vorgang zusammengezogen. Der Bürgerrechtsanwalt Benjamin Crump beschuldigte die Eigentümer, auf fahrlässige Weise den vorschriftsgemäßen Zustand des Brandschutzes im Gebäude vernachlässigt zu haben. Die Eigentümer hätten auch nicht Sorge getragen, dass die Zentralheizung zufriedenstellend funktionierte, weshalb die Mieter zusätzlich elektrische Heizgeräte hätten betreiben müssen.
Die Stadt und der Bundesstaat New York beschlossen Gesetzesänderungen unter anderem in Bezug auf die Produktsicherheit von elektrischen Heizgeräten und auf die Nachbesserung und Durchsetzung eines nach der Brandkatastrophe in der Bronx 2017 bereits verabschiedeten Gesetzes in Bezug auf obligatorisch selbstschließende Wohnungsabschlusstüren.
Die New Yorker Berufsfeuerwehr zeichnet jährlich Feuerwehrleute und Rettungsdienstmitarbeiter für besondere Verdienste aus. Bei der Feier zu den Medal Days 2023 wurden für ihren Einsatz die Einheiten Engine Company 48,:62 Ladder Company 56,:64 Rescue Company 3:63 und Hazard Tactical 1:28 dekoriert.